# Зенон Якуть
Зенон Янович Якуть (бел. Зянон Якуць, 22 января 1894, Скуртишки — 3 января 1924, Шарковщина) — белорусский католический священник.

## Биография
Родился 22 января 1894 года в имении Скуртишки Новоалександровского уезда Ковенской губернии в крестьянской семье.
В 1909—1912 годах учился в видзовском городском училище, в Виленской духовной семинарии, участвовал в деятельности белорусского культурного кружка семинаристов.
В 1919 году рукоположен в священники. В 1920—1924 годах служил в городе Шарковщина. Проповедовал и проводил катехизацию всегда на белорусском языке.

Умер 3 января 1924 года в Шарковщине. На его похоронах присутствовал белорусский ксендз Франтишек Ромейко. Похоронен на местном приходском кладбище.
«Кс. З.Якуць быў тыповы ксёндз-беларус. Ён глыбока разумеў важнасць беларускага адраджэння, цаніў яго і прыкладаў да роднай справы ўсе свае сілы». — ксендз Адам Станкевич.